# Bambi-Verleihung 2016
Die 68. Bambi-Verleihung fand am 17. November 2016 im Stage Theater in Berlin statt. Sie wurde von Barbara Schöneberger moderiert und live in der ARD übertragen. 

## Preisträger

### Comedy
Bülent Ceylan

 Laudatio: Thomas Hermanns 

### Ehrenpreis der Jury
Bastian Schweinsteiger

 Laudatio: Felix Neureuther 

### Entertainment
Felix Jaehn

 Laudatio: Palina Rojinski 

### Fernsehen
Florian Silbereisen

 Laudatio: Mareile Höppner 

### Film National
David Wnendt für Er ist wieder da

 Laudatio: Michael Brandner 
Maren Ade für Toni Erdmann
Florian David Fitz für Der geilste Tag

### Integration
Joachim Löw

 Laudatio: Winfried Kretschmann 

### Lebenswerk
Mario Adorf

 Laudatio: Axel Milberg 

### Millennium
Papst Franziskus

 Laudatio: Horst Köhler 

### Musik International
Robbie Williams

 Laudatio: Thomas Gottschalk 

### Musik National
Udo Lindenberg

 Laudatio: Sting 

### Publikums-BAMBI: Unsere Olympiahelden
Andreas Toba

 Laudatio: Alexander Bommes 

### Schauspieler National
Devid Striesow für Ich bin dann mal weg

 Laudatio: Bettina Zimmermann und Kai Wiesinger 
Ulrich Noethen für Die Akte General
Jürgen Vogel für Familie!

### Schauspielerin National
Anna Maria Mühe für Die Täter – Heute ist nicht alle Tage

 Laudatio: Bettina Zimmermann und Kai Wiesinger 
Sonja Gerhardt für Ku’damm 56
Karoline Herfurth für SMS für Dich

### Sport
Angelique Kerber

 Laudatio: Kai Pflaume 

### Stille Helden
Yusra Mardini und Sarah Mardini

 Laudatio: Anja Reschke 

### Unsere Erde
Saba Douglas-Hamilton und Frank Pope im Namen von Save the Elephants

 Laudatio: Judith Rakers 